# Paula Cole

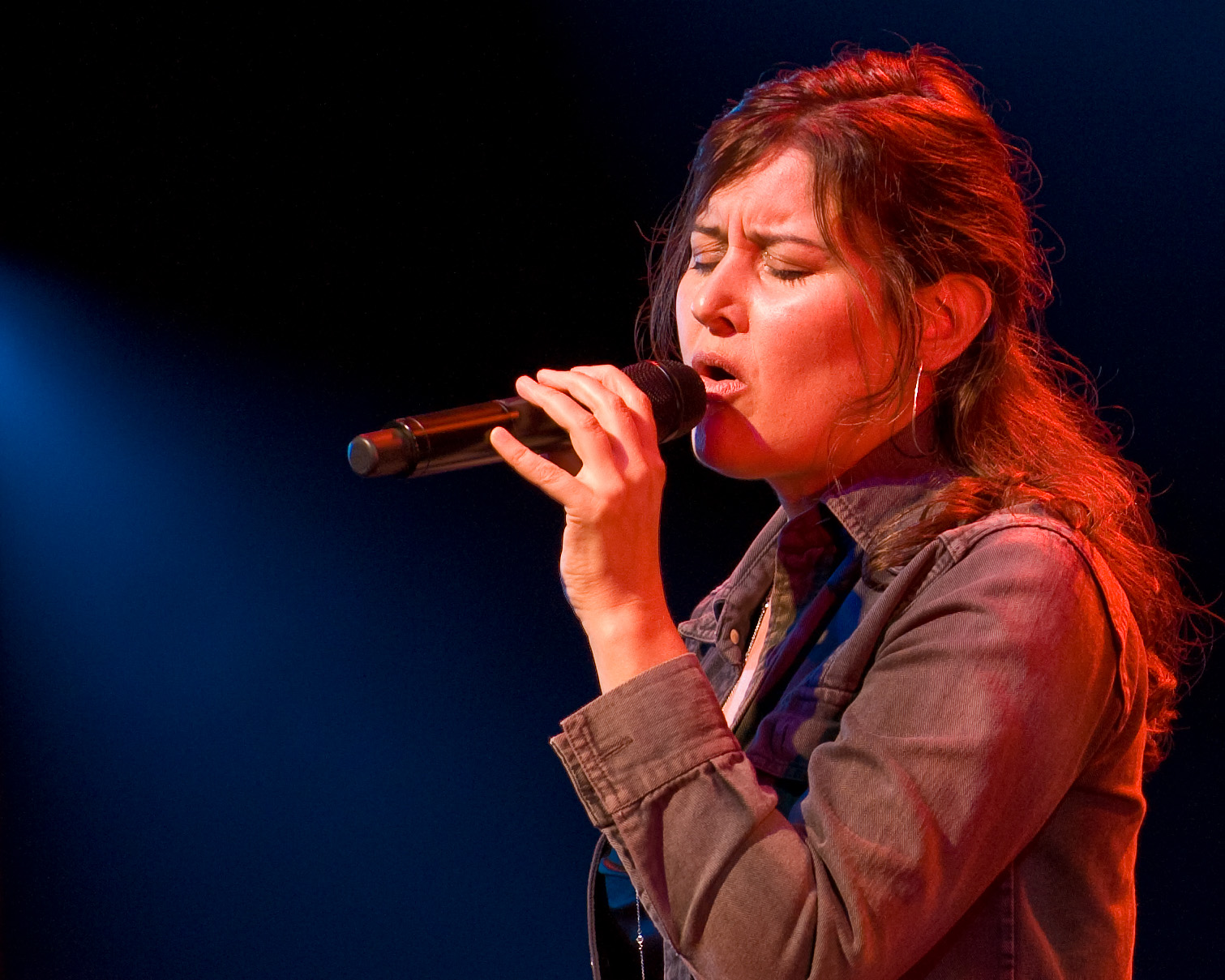
Paula Cole (2009)

Paula Dorothy Cole (* 5. April 1968 in Rockport, Massachusetts) ist eine US-amerikanische Singer-Songwriterin und Grammy-Preisträgerin.

## Leben und Karriere
Cole wuchs in ihrer Heimatstadt auf; ihre Mutter war Grundschullehrerin, ihr Vater Biologieprofessor am Salem State College und Polka-Musiker. Sie besuchte die Rockport High School, wo sie auch an Theateraufführungen mitwirkte wie etwa dem Musical South Pacific. Anschließend studierte sie am Berklee College of Music in Boston Jazzgesang und Improvisation. Sie unterrichtet auch dort. Das Angebot für einen Plattenvertrag bei einem Jazzlabel lehnte sie ab.
Cole begleitete Peter Gabriel 1993 und 1994 als Ersatz für Sinéad O’Connor auf dessen Secret World Tour, wo sie sowohl bei Don’t Give Up und Games Without Frontiers den Gesangspart von Kate Bush übernahm, als auch alle von Sinéad O’Connor, wie bei Come Talk to Me und steuerte auch bei anderen Stücken ihre Stimme bei. Bei dem Auftritt am 14. August 1994 bei Woodstock ’94 im Rahmen der Secret World Tour sang Youssou N’Dour das Lied Shaking the Tree zusammen mit Gabriel und Paula Cole.
Nach dem Ende der Secret World Tour im Jahr 1994 veröffentlichte sie im selben Jahr ihr erstes Soloalbum Harbinger. Weiterhin duettierte sie mit Peter Gabriel ihr Stück Hush, Hush, Hush auf ihrem im Jahr 1996 erschienenen zweiten Album This Fire. Ihren größten Solo-Hit hatte sie mit Where Have All The Cowboys Gone. Weitere Hits waren I Don't Want To Wait – mit dem sie den Titelsong zur beliebten Jugendserie Dawson’s Creek beisteuerte – sowie I Believe In Love. Sie gewann im Jahr 1997 den Grammy in der Kategorie Best New Artist.
Von September bis Oktober 2024 nahm Cole als Ship an der zwölften Staffel der US-amerikanischen Version von The Masked Singer teil, in der sie den zwölften Platz belegte.

## Diskografie

### Studioalben
| Jahr | Titel          | Höchstplatzierung, Gesamtwochen, AuszeichnungChartplatzierungen (Jahr, Titel, Platzierungen, Wochen, Auszeichnungen, Anmerkungen) | Höchstplatzierung, Gesamtwochen, AuszeichnungChartplatzierungen (Jahr, Titel, Platzierungen, Wochen, Auszeichnungen, Anmerkungen) | Anmerkungen                              |
| Jahr | Titel          | UK | US | Anmerkungen                              |
| ---- | -------------- | --- | --- | ---------------------------------------- |
| 1994 | Harbinger      | — | — | Erstveröffentlichung: 19. Juli 1994      |
| 1996 | This Fire      | UK60 (2 Wo.)UK | US20 ×2Doppelplatin · (77 Wo.)US                                                                                                  | Erstveröffentlichung: 15. Oktober 1996   |
| 1999 | Amen           | — | US97 (4 Wo.)US | Erstveröffentlichung: 28. September 1999 |
| 2007 | Courage        | — | US163 (1 Wo.)US | Erstveröffentlichung: 12. Juni 2007      |
| 2010 | Ithaca         | — | — | Erstveröffentlichung: 21. September 2010 |
| 2013 | Raven          | — | — | Erstveröffentlichung: 23. April 2013     |
| 2015 | 7              | — | — | Erstveröffentlichung: 2015               |
| 2017 | Ballads        | — | — | Erstveröffentlichung: 2017               |
| 2019 | Revolution     | — | — | Erstveröffentlichung: 13. September 2019 |
| 2021 | American Quilt | — | — | Erstveröffentlichung: 21. Mai 2021       |
| 2024 | Lo             | — | — | Erstveröffentlichung: 1. März 2024       |

### Livealben
- 2016: This Bright Red Feeling

### Kompilationen
- 2006: Greatest Hits: Postcards from East Oceanside

### EPs
- 2014: Ravenesque

### Singles
| Jahr | Titel Album                                | Höchstplatzierung, Gesamtwochen, AuszeichnungChartplatzierungen (Jahr, Titel, Album, Platzierungen, Wochen, Auszeichnungen, Anmerkungen) | Höchstplatzierung, Gesamtwochen, AuszeichnungChartplatzierungen (Jahr, Titel, Album, Platzierungen, Wochen, Auszeichnungen, Anmerkungen) | Höchstplatzierung, Gesamtwochen, AuszeichnungChartplatzierungen (Jahr, Titel, Album, Platzierungen, Wochen, Auszeichnungen, Anmerkungen) | Anmerkungen                            |
| Jahr | Titel Album                                | DE | UK | US | Anmerkungen                            |
| ---- | ------------------------------------------ | --- | --- | --- | -------------------------------------- |
| 1997 | Where Have All the Cowboys Gone? This Fire | DE76 (11 Wo.)DE | UK15 (10 Wo.)UK | US8 (21 Wo.)US | Erstveröffentlichung: 25. März 1997    |
| 1997 | I Don’t Want to Wait This Fire             | — | UK43 (2 Wo.)UK | US11 (56 Wo.)US | Erstveröffentlichung: 14. Oktober 1997 |
| 1999 | I Believe in Love Amen                     | DE96 (1 Wo.)DE | — | — | Erstveröffentlichung: 1999             |

Weitere Singles
- 1998: Me
- 2000: Be Somebody
- 2000: Amen
- 2007: 14
- 2007: Coming Down
- 2010: Music in Me
- 2013: Eloise

## Auszeichnungen
- Grammy 1998
  - Bester neuer Künstler (Best New Artist)